# Жамбыл (Толебийский район)
Жамбыл (каз. Жамбыл) — село в Толебийском районе Туркестанской области Казахстана. Входит в состав Тасарыкского сельского округа. Находится примерно в 28 км к востоку от центра города Ленгер. Код КАТО — 515859200.

## Население
В 1999 году население села составляло 671 человек (350 мужчин и 321 женщина). По данным переписи 2009 года, в селе проживало 759 человек (402 мужчины и 357 женщин).